# ریچارد یتس

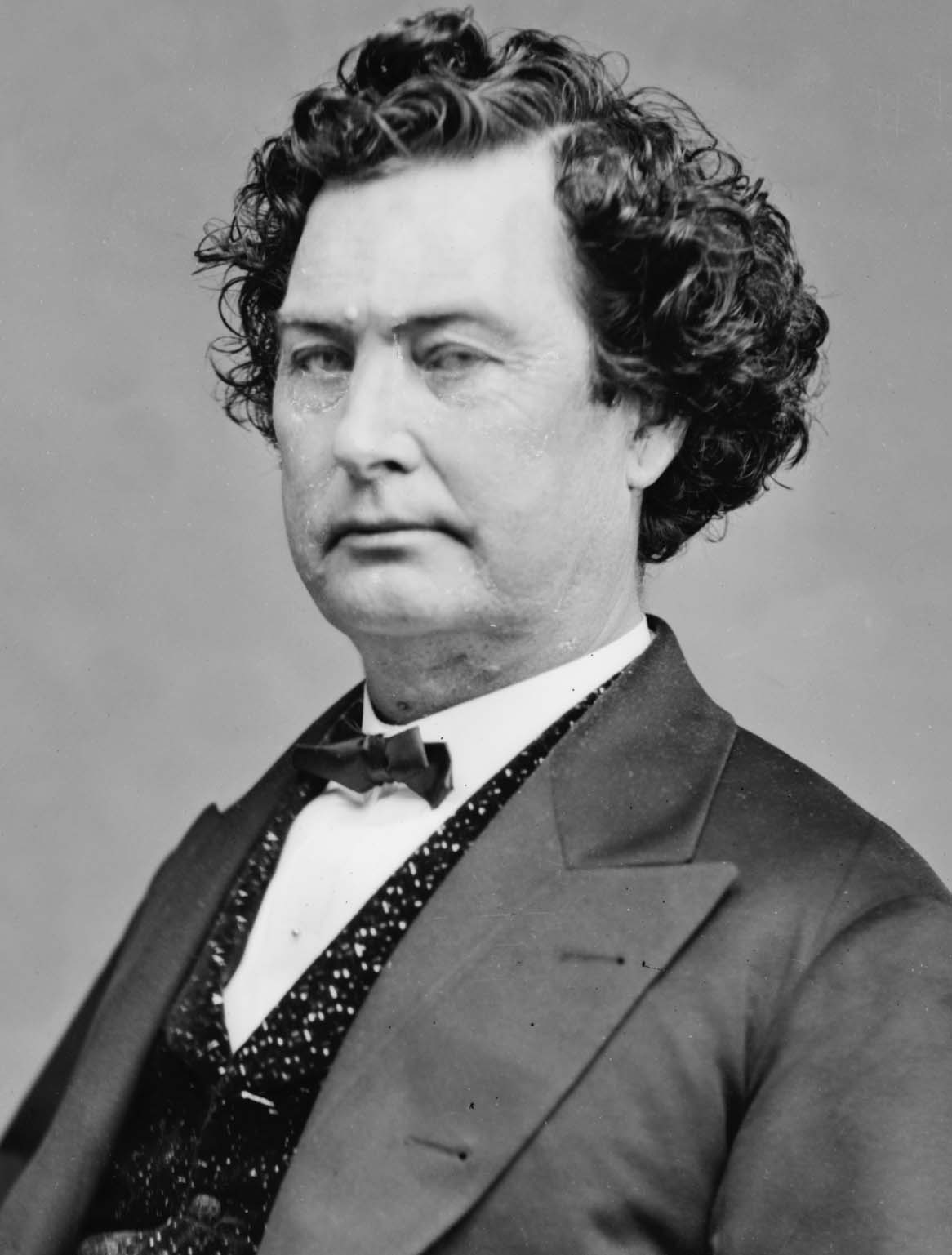
ریچارد یتس

ریچارد یتس (به انگلیسی: Richard Yates) سناتور سابق عضو حزب جمهوری‌خواه ایالات متحده آمریکا بود. وی در سال ۱۸۶۵ تا ۱۸۷۱ میلادی سناتور ایالت ایلی‌نوی در سنای ایالات متحده آمریکا بود.